# 강윤구 (축구 선수)
강윤구(한국 한자: 姜潤求, 1993년 2월 8일 ~ )는 대한민국의 축구 선수이며, 포지션은 수비수이다. 현재 K리그1 인천 유나이티드에서 활약하고 있다.